# 裴庆孙
裴庆孙（？—？），字绍远，河东郡闻喜县（今山西省运城市闻喜县）人，出自河东裴氏的中眷裴第一房，北魏官员。

## 生平
裴庆孙少年时父亲去世，性格倜傥不群，重信守诺，以员外散骑侍郎为起家官。
正光末年，汾州吐京胡薛悉公、马牒腾都自立为王，聚众作乱，人数多达数万。朝廷诏令裴庆孙为募人别将，招募率领乡豪，得到数千战士前往讨伐。胡人贼寇屡次前来挑战，裴庆孙身先士卒，多次摧折敌军的锋芒，乘胜深入到云台郊。各路贼寇互相勾结，与北魏军队在郊西大战，从早上到黄昏，裴庆孙亲自冲锋陷阵，斩杀贼王郭康儿，贼寇全面溃败大溃。皇帝诏令裴庆孙前往京城，授任直后。
此后贼寇又聚集起来，北连刘蠡升，南通绛蜀陈双炽，势力转强，裴庆孙再度出任别将，从轵关进军前往讨伐。到达齐子岭以东时，贼寇统帅范多、范安族等人率领部众前来抵抗，裴庆孙与之交战并斩了范多的首级。北魏军队深入二百余里，到达阳胡城。北魏朝廷认为此地披山带河，是地势冲要之地，魏孝明帝元诩末年设置邵郡，于是以裴庆孙为邵郡太守、假节、辅国将军、邵郡都督。百姓在经历贼寇的战乱之后，纷纷流亡逃窜，裴庆孙想尽办法招抚安顿，百姓都前来邵郡回复本业。永安年间，裴庆孙回朝，被授任太中大夫。
尔朱荣死后，尔朱世隆率领部众北渡黄河，朝廷诏令裴庆孙为大都督，与行台源子恭率领军队追击。军队驻扎在太行时，裴庆孙与尔朱世隆秘密勾结，事情泄露，朝廷将裴庆孙追召回河内郡斩首处决，裴庆孙当时虚岁三十六。
裴庆孙有豪侠之气，同乡壮士以及好事之徒大多追随依附他，他收纳供养都有恩情。在邵郡期间，正值饥荒年岁，四方的流浪者常有百余人，裴庆孙以自家的粮食拿来接济他们。裴庆孙虽然粗犷好武，也喜爱文士之流，与文人学士互相来往，轻财重义，经常宾客满堂，因此为当时人们所称道。

## 子女
- 裴子莹，北魏太尉行参军